# Kampioenschap van Vlaanderen 1964
Il Kampioenschap van Vlaanderen 1964, quarantanovesima edizione della corsa, si svolse il 17 settembre 1964 su un percorso di 150 km, con partenza e arrivo a Koolskamp. Fu vinto dal belga Gustaaf De Smet della Wiel's-Groene Leeuw davanti ai suoi connazionali Rik Van Looy e Gilbert Maes.

## Ordine d'arrivo (Top 10)
| Pos. | Corridore             | Squadra                  | Tempo    |
| ---- | --------------------- | ------------------------ | -------- |
| 1    | Gustaaf De Smet       | Wiel's-Groene Leeuw      | 3h40'00" |
| 2    | Rik Van Looy          | Solo-Superia             |          |
| 3    | Gilbert Maes          | Labo-Dr. Mann            |          |
| 4    | Romain Van Wynsberghe | Pelforth-Sauvage-Lejeune |          |
| 5    | Constant Jongen       | Flandria-Romeo           |          |
| 6    | Gilbert Desmet        | Wiel's-Groene Leeuw      |          |
| 7    | Georges Decraeye      | Wiel's-Groene Leeuw      |          |
| 8    | Emiel Lambrecht       | Labo-Dr. Mann            |          |
| 9    | Oswald Declercq       | Libertas                 |          |
| 10   | Antoon Declerck       | Wiel's-Groene Leeuw      |          |